# Дуоденоеюнальный сфинктер
Дуоденоеюнальный изгиб или дуоденоеюнальный переход — граница между двенадцатиперстной кишкой и тощей кишкой.

## Анатомия
Восходящая часть двенадцатиперстной кишки заканчивается на уровне верхнего края второго поясничного позвонка, резким изгибом вниз вперёд и влево переходя в тощую кишку, образуя дуоденоеюнальное изгиб. Дуоденоеюнальное изгиб фиксирован к диафрагме мышцей и связкой подвешивающими двенадцатиперстную кишку.
Изгиб располагается перед левой большой поясничной мышцей и сосудами левой почки, покрыт спереди и частично по бокам — брюшиной.

## Клиническая значимость
Связка Трейца, складка брюшины, от правой ножки диафрагмы, является точкой для определения дуоденоеюнального изгиба при операциях.

## Изображения
- Дуоденоеюнальная ямка.
- Передняя брюшная стенка.